# Indigofera elliotii
Indigofera elliotii là một loài thực vật có hoa trong họ Đậu. Loài này được (Baker f.) J.B.Gillett miêu tả khoa học đầu tiên.